# Uza (singolo)
Uza è il 28° singolo del gruppo di idol giapponesi AKB48, pubblicato nell'ottobre 2012.

## Tracce

### Tipo A
CD
1. Uza (UZA)
2. Tsugi no Season (次のSeason) – Under Girls
3. Kodoku na Hoshizora (孤独な星空) – New Team A
4. Uza off vocal ver.
5. Tsugi no Season off vocal ver.
6. Kodoku no Hoshizora off vocal ver.

DVD
1. Uza Music Video
2. Uza Music Video -Dance ver.-
3. Tsugi no Season Music Video
4. Kodoku na Hoshizora Music Video
5. Gingham Check Music Video (Directed by Eiki Takahashi) (ギンガムチェック Music Video 〜高橋栄樹監督ver.〜)

### Tipo K
CD
1. Uza (UZA)
2. Tsugi no Season (次のSeason) – Under Girls
3. Scrap & Build (スクラップ&ビルド) – New Team K
4. Uza off vocal ver.
5. Tsugi no Season off vocal ver.
6. Scrap & Build off vocal ver.

DVD
1. Uza Music Video
2. Uza Music Video -Dance ver.-
3. Tsugi no Season Music Video
4. Scrap & Build Music Video
5. Gingham Check Music Video (Directed by Eiki Takahashi) (ギンガムチェック Music Video 〜高橋栄樹監督ver.〜)

### Tipo B
CD
1. Uza (UZA)
2. Tsugi no Season (次のSeason) – Under Girls
3. Seigi no Mikata ja Nai Hero (正義の味方じゃないヒーロー) – New Team B
4. Uza off vocal ver.
5. Tsugi no Season off vocal ver.
6. Seigi no Mikata ja Nai Hero off vocal ver.

DVD
1. Uza Music Video
2. Uza Music Video -Dance ver.-
3. Tsugi no Season Music Video
4. Seigi no Mikata ja Nai Hero Music Video
5. Gingham Check Music Video (Directed by Eiki Takahashi) (ギンガムチェック Music Video 〜高橋栄樹監督ver.〜)